# Vlag van Wintelre

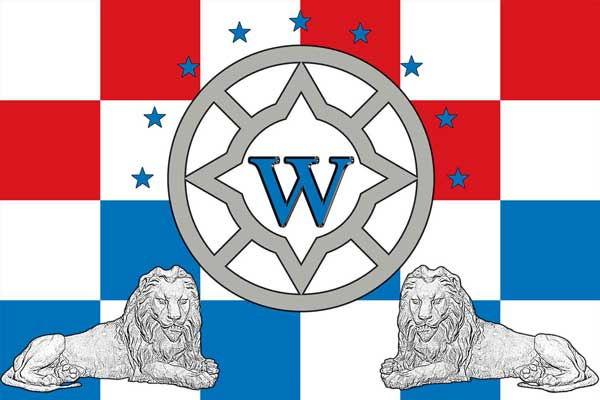
Vlag van Wintelre

De vlag van Wintelre werd op 21 augustus 2011 door het Nederlandse dorp Wintelre in gebruik genomen.
Sinds de zomer van 2011 beschikt Wintelre over een eigen dorpsvlag. De vlag is door de Stichting Dorpsfeesten ontworpen en tijdens de opening van de hernieuwde dorpskern van Wintelre op 21 augustus 2011 voor het eerst aan de dorpsbevolking getoond. De vlag werd eerst door Pastoor Verschure ingezegend en vervolgens door wethouder Ria van der Hamsvoord voor het eerst gehesen.
De vlag is gebaseerd op de vlag van Noord-Brabant. De onderste vlaggenhelft bevat blauwe blokken in plaats van rode. Blauw is namelijk de kleur van Wintelre. De 2 leeuwen spreken voor zich denken ze. Het ronde symbool in het midden is als ornament 3 keer terug te vinden in de Sint-Willibrorduskerk bij de glas-in-loodramen boven de hoofdingang en de 2 keer in de zijbeuken. De 9 sterren verwijzen naar de 9 buurtschappen, welke telkens door goed samenwerken Wintelre uniek op de kaart weten te zetten. De hoofdletter W in het midden verwijst naar de eerste letter van de dorpsnaam.
Acht
· Alphen
· Bavel
· Berghem
· Berlicum
· Biest-Houtakker
· Borkel en Schaft
· Chaam
· Cromvoirt
· Cuijk
· Den Dungen
· Dinteloord
· Effen
· Esch
· Galder
· Geeren-Noord
· Gemonde
· Haagse Beemden
· Haaren
· Halsteren
· Helvoirt
· Herpen
· Heusden
· Langenboom
· Leur
· Megen, Haren en Macharen
· Moergestel
· Nieuw-Vossemeer
· Nuland
· Olland
· Orthen
· Princenhage
· Ravenstein
· Rosmalen
· Sint-Michielsgestel
· Sprang
· Steenbergen
· Strijbeek
· Teteringen
· Ulvenhout
· Udenhout
· Velp
· Vierlingsbeek
· Waspik
· Wintelre